# Austropotamobius
Austropotamobius – rodzaj skorupiaków z rzędu dziesięcionogów i rodziny rakowatych.
Skorupiaki te mają karapaks prawie zawsze pozbawiony listewek postorbitalnych drugiej pary. Szczątkowa forma tych listewek jest widoczna tylko u serbskiej populacji A. pallipes. Na epistomie mają za papilla renalis kolec lub listewkę. Na meropoditach ich szczękonóży trzeciej pary występują wzdłuż brzegów środkowych rzędy kolców. Samce mają pleopody (odnóża odwłokowe) pierwszej pary zakończone dwupłatkowo, przy czym oba płatki sięgają odsiebnie na mniej więcej taką samą odległość. W drugiej parze pleopodów egzopodity nigdy nie sięgają dystalnie tak daleko jak endopodity.
Przedstawiciele rodzaju zasiedlają wody słodkie zachodniej i środkowej Europy. Najstarsze ich skamieniałości pochodzą z kredy.
Należą tu 4 gatunki:
- Austropotamobius fulcisianus (Faxon, 1914)
- Austropotamobius llopisi (Vía, 1971)
- Austropotamobius pallipes (Lereboullet, 1858)
- Austropotamobius torrentium (von Paula Schrank, 1803) – rak strumieniowy